# 11942 Guettard
11942 Guettard (1993 NV) là một tiểu hành tinh vành đai chính được phát hiện ngày 12 tháng 7 năm 1993 bởi E. W. Elst ở Đài thiên văn Nam Âu.